# Sclaters winterkoning
De Sclaters winterkoning (Campylorhynchus humilis) is een zangvogel uit de familie Troglodytidae (winterkoningen).

## Verspreiding en leefgebied
Deze soort is endemisch in zuidwestelijk Mexico.